# Eleições gerais na Nova Zelândia em 2020
As eleições gerais na Nova Zelândia em 2020, que elegeram o 53.º Parlamento da Nova Zelândia, foram realizadas em 17 de outubro de 2020 para eleger 120 deputados à Câmara dos Representantes da Nova Zelândia, 72 por círculos uninominais e 48 por voto em lista fechada. Dois referendos, um sobre o uso pessoal de cannabis e outro sobre a eutanásia, também foram realizados. Os primeiros resultados das eleições gerais foram divulgados, com os resultados preliminares do referendo divulgados a 30 de outubro. Os resultados oficiais finais da eleição e do referendo serão divulgados em 6 de novembro.
O Partido Trabalhista, no governo, liderado pela primeira-ministra Jacinda Ardern, venceu as eleições numa vitória esmagadora contra o Partido Nacional, liderado por Judith Collins. Foi a primeira vez que um partido político da Nova Zelândia garantiu um governo de maioria sob o sistema de representação proporcional de membros mistos (MMP) introduzido em 1996. Os trabalhistas também alcançaram a maior percentagem do voto popular (49,1%) para qualquer partido político desde as eleições gerais de 1951. Da mesma forma, esta eleição foi o pior resultado para o Partido Nacional desde 2002, e um dos piores da história.
O partido libertário ACT Nova Zelândia e os Verdes ganharam tornaram-se, respetivamente, na terceira e quarta forças políticas, com este último a conseguir conquistar um deputado por um círculo uninominal, enquanto o Partido Maori reentrou no Parlamento. O partido nacionalista populista Nova Zelândia Primeiro, liderado pelo vice-primeiro-ministro Winston Peters em coligação com o Partido Trabalhista, sofreu seu pior resultado da história, perdendo representação parlamentar.
Embora os resultados das sondagens no início do ano não tenham sido particularmente fortes para nenhum dos principais partidos, Ardern e o governo trabalhista foram elogiados por sua resposta à pandemia COVID-19 na Nova Zelândia. As sondagens sugeriram então que o Partido Trabalhista poderia governar com o apoio dos Verdes ou apenas como um governo maioritário. Em contraste, a liderança do Partido Nacional mudou duas vezes em menos de três meses, incapaz de melhorar seus fracos resultados nas sondagens. Acredita-se que o Partido Trabalhista ganhou o apoio de eleitores centristas, muitos dos quais haviam votado anteriormente no Partido Nacional sob John Key.

## Partidos
| Partido | Partido                | Líder                      | Ideologia               | Espectro        |
| ------- | ---------------------- | -------------------------- | ----------------------- | --------------- |
|         | Partido Nacional       | Judith Collins             | Conservadorismo liberal | Centro-direita  |
|         | Partido Trabalhista    | Jacinda Ardern             | Social democracia       | Centro-esquerda |
|         | Nova Zelândia Primeiro | Winston Peters             | Populismo               | Centro          |
|         | Partido Verde          | James Shaw Marama Davidson | Ecologismo              | Esquerda        |
|         | ACT Nova Zelândia      | David Seymour              | Liberalismo clássico    | Direita         |

## Resultados Oficiais
| Partido                 | Partido                     | Distrito Eleitoral | Distrito Eleitoral | Distrito Eleitoral | Distrito Eleitoral | Distrito Eleitoral | Lista de Partido | Lista de Partido | Lista de Partido | Lista de Partido | Lista de Partido | Total     | Total   |
| Partido                 | Partido                     | Votos              | %                  | +/-                | Deputados          | +/-                | Votos            | %                | +/-              | Deputados        | +/-              | Deputados | +/-     |
| ----------------------- | --------------------------- | ------------------ | ------------------ | ------------------ | ------------------ | ------------------ | ---------------- | ---------------- | ---------------- | ---------------- | ---------------- | --------- | ------- |
|                         | Partido Trabalhista         | 1 357 501          | 48,07 / 100,00     | 10,19              | 46 / 72            | 17                 | 1 443 545        | 50,01 / 100,00   | 13,12            | 19 / 48          | 2                | 65 / 120  | 19      |
|                         | Partido Nacional            | 963 845            | 34,13 / 100,00     | 9,92               | 23 / 72            | 12                 | 738 275          | 25,58 / 100,00   | 18,87            | 10 / 48          | 5                | 33 / 120  | 23      |
|                         | Partido Verde               | 162 245            | 5,74 / 100,00      | 1,17               | 1 / 72             | 1                  | 226 757          | 7,86 / 100,00    | 1,59             | 9 / 48           | 1                | 10 / 120  | 2       |
|                         | ACT Nova Zelândia           | 97 697             | 3,46 / 100,00      | 2,45               | 1 / 72             | Estável            | 219 031          | 7,59 / 100,00    | 7,08             | 9 / 48           | 9                | 10 / 120  | 9       |
|                         | Nova Zelândia Primeiro      | 30 209             | 1,07 / 100,00      | 4,38               | 0 / 72             | Estável            | 75 020           | 2,60 / 100,00    | 4,60             | 0 / 48           | 9                | 0 / 120   | 9       |
|                         | O Partido das Oportunidades | 25 181             | 0,89 / 100,00      | 0,14               | 0 / 72             | Estável            | 35 971           | 1,51 / 100,00    | 0,94             | 0 / 48           | Estável          | 0 / 120   | Estável |
|                         | Novo Partido Conservador    | 49 598             | 1,76 / 100,00      | 1,52               | 0 / 72             | Estável            | 35 971           | 1,48 / 100,00    | 1,24             | 0 / 48           | Estável          | 0 / 120   | Estável |
|                         | Partido Maori               | 60 837             | 2,15 / 100,00      | 0,04               | 1 / 72             | 1                  | 23 932           | 1,00 / 100,00    | 0,01             | 1 / 48           | 1                | 2 / 120   | 2       |
|                         | Avançar Nova Zelândia       | 25 054             | 0,89 / 100,00      | Novo               | 0 / 72             | Novo               | 28 429           | 0,99 / 100,00    | Novo             | 0 / 48           | Novo             | 0 / 120   | Novo    |
|                         | Legalizar a Cannabis        | 8 044              | 0,28 / 100,00      | 0,12               | 0 / 72             | Estável            | 13 329           | 0,46 / 100,00    | 0,15             | 0 / 48           | Estável          | 0 / 120   | Estável |
| Votos Inválidos         | Votos Inválidos             | 94 875             | 4,62 / 100,00      | 0,57               |                    |                    | 32 653           | 1,77 / 100,00    | 0,33             |                  |                  |           |         |
| Total                   | Total                       | 2 919 073          | 100,00 / 100,00    |                    | 72 / 72            |                    | 2 919 073        | 100,00 / 100,00  |                  | 48 / 48          |                  | 120 / 120 |         |
| Eleitorado/Participação | Eleitorado/Participação     | 3 549 580          | 82,24 / 100,00     | 2,49               |                    |                    | 3 549 580        | 82,24 / 100,00   | 2,49             |                  |                  |           |         |
| Fonte                   | Fonte                       | [ 12 ]             | [ 12 ]             | [ 12 ]             | [ 12 ]             | [ 12 ]             | [ 12 ]           | [ 12 ]           | [ 12 ]           | [ 12 ]           | [ 12 ]           | [ 12 ]    | [ 12 ]  |

| ↓   |     |     |     |     |
| LAB | GRN | MRI | NAT | ACT |
| 65  | 10  | 2   | 33  | 10  |